# Маврикийско-мадагаскарские отношения
Маврикийско-мадагаскарские отношения — двусторонние дипломатические отношения между Маврикием и Мадагаскара. Страны являются членами Организации Объединённых Наций (ООН), Африканского союза, Группы 77, Движения неприсоединения, Комиссии по Индийскому океану и Сообщества развития Юга Африки.

## Визиты на высоком уровне
В 2016 году президент Мадагаскара Эри Радзаунаримампианина посетил Маврикий. В марте 2019 года премьер-министр Маврикия Правинд Джагнот принял у себя президента Мадагаскара Андри Радзуэлину.

## Торговля
Мадагаскар является вторым по величине торговым партнером Маврикия в Африке. Экспорт Маврикия на Мадагаскар составляет сумму 135 миллионов долларов США, а экспорт Мадагаскара на Маврикий достигает 59 миллионов долларов США.

## Соглашения
В марте 2019 года государства подписали три Меморандума о взаимопонимании в области высшего образования и научных исследований, взаимной правовой помощи, а также гармонизации научных норм.

## Дипломатические представительства
- Маврикий имеет посольство в Антананариву[6]
- У Мадагаскара имеется посольство в Порт-Луи[7].